# Suwannee River State Park
Suwannee River State Park är en park i närheten av Live Oak i Florida i sydöstra USA. Parken är känd för sina möjligheter till kanotpaddling. Parken är uppkallad efter Suwannee River.
I februari 1978 kidnappade, våldtog och mördade seriemördaren Ted Bundy den 12-åriga flickan Kimberly Leach i Lake City i Florida. Hennes kvarlevor påträffades två månader senare i ett litet skjul i ett skogsområde vid Suwannee River State Park.